# Tobias Gustavsson
Tobias Gustavsson, född 1973, är en svensk artist, musikproducent och kompositör. 
Tobias Gustavsson är född och uppvuxen i Falköping där han under 1990-talets början var sångare i det lokala rockbandet Nestor. Han deltog i  Melodifestivalen 2004, som ena halvan av duon Itchycoo, med låten Super Mega Nova. Tillsammans med Michel Zitron skrev han Jennie Let Me Love You åt gruppen E.M.D. Låten vann en Grammis 2009 för bästa låt. Under hösten 2021 släppte Nestor sitt första fullängdsalbum "Kids in a ghost town" och har sedan dess turnerat på olika ställen i världen. Den 31 maj 2024 släpptes deras andra skiva "Teenage Rebel".

## Bandmedlemskap
- Nestor
- Itchycoo
- Straight Frank

## Verk
- 2024 – Nestor - Teenage Rebel
- 2021 – Nestor - Kids in a Ghost Town
- 2004 – Itchycoo - Super Mega Nova
- 2008 – Danny - Radio
- 2008 – EMD - Jennie Let Me Love You